# Ludwig Scheller
Ludwig Scheller (* 23. September 1906 in Weiler im Allgäu; † 17. Juni 1982) war ein deutscher Lehrer und Heimatpfleger, der sich mit seiner Arbeit vor allem mit der Heimatforschung der Region Westallgäu befasste.

## Leben
Geboren in Weiler besuchte Ludwig Scheller die dortige Volksschule und anschließend das Lehrseminar in Lauingen. Nach verschiedenen Lehrstellen im Allgäu und im Bodenseeraum, diente er acht Jahre lang im Zweiten Weltkrieg bei der Pionierabteilung an der Ostfront und auf Kreta. Während seiner drei Jahre Kriegsgefangenschaft in Ägypten, befasste Scheller sich mit dem Schreiben eines Gedichtbands in Westallgäuer Mundart. In seiner weitern beruflichen Laufbahn war er Schulleiter in Missen, Weiler im Allgäu und Stätzling. Nach seiner Pensionierung, war Scheller als Ortsheimatpfleger der Gemeinde Weiler-Simmerberg und als Kreisheimatpfleger für den Landkreis Lindau (Bodensee) tätig. Hierbei widmete er sich besonders dem Ausbau des Westallgäuer Heimatmuseums in Weiler, der Eröffnung des dortigen Kornmuseums und der Heimatforschung, die er in Schriften, Musik- und Theaterstücken aufarbeitete.

## Auszeichnungen
- Bundesverdienstkreuz am Bande verliehen am 30. September 1975
- Benennung der Ludwig-Scheller-Straße in Weiler im Allgäu nach ihm

## Werke (Auswahl)
- 1948: Mi Huimat
- 1966: Wege zur Heimatforschung in der Schule